# Polyalthia zamboangaensis
Polyalthia zamboangaensis este o specie de plante din genul Polyalthia, familia Annonaceae, descrisă de Elmer Drew Merrill. Conform Catalogue of Life specia Polyalthia zamboangaensis nu are subspecii cunoscute.